# Dirk Grosse

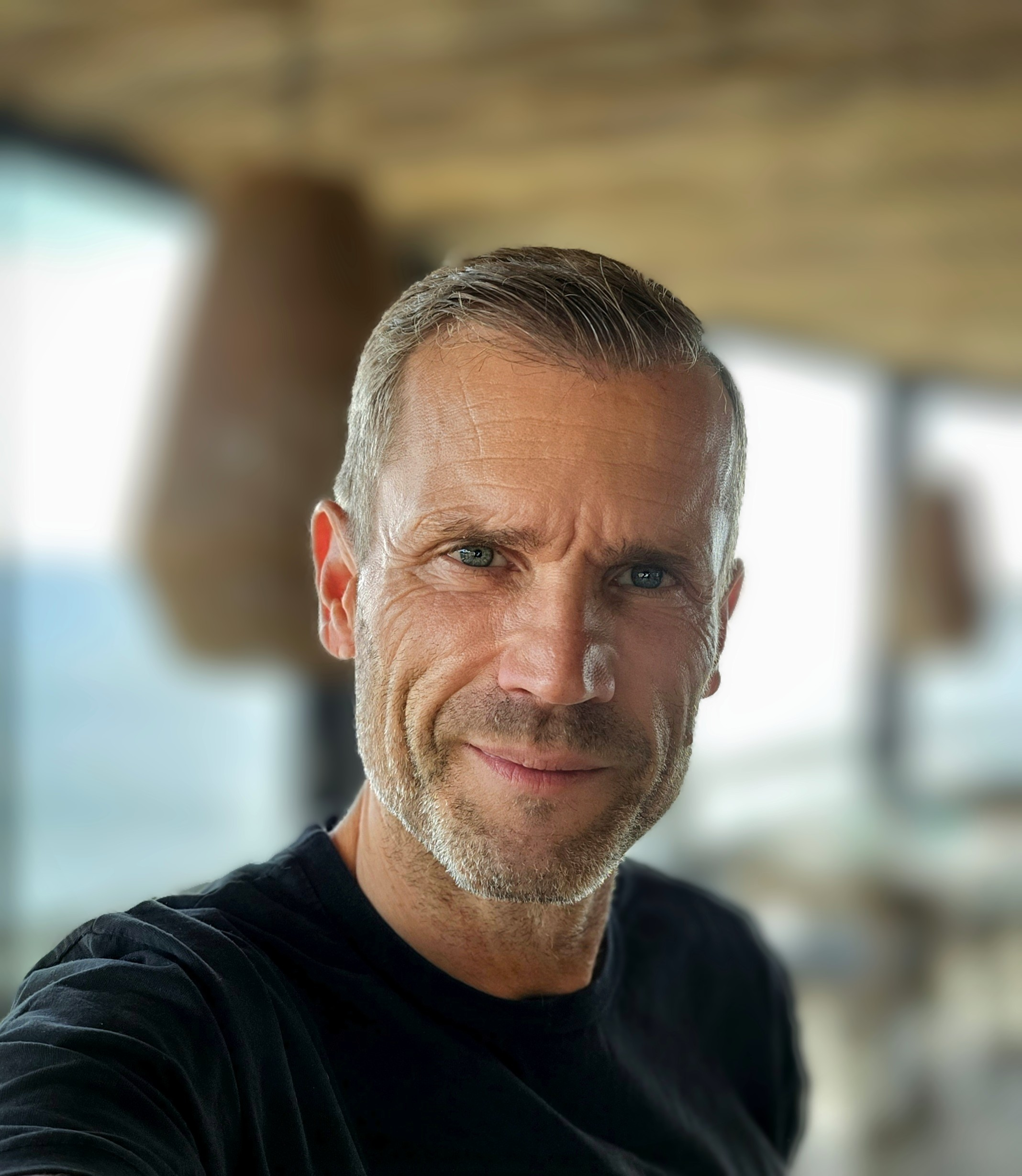
Dirk Grosse (2024)

Dirk Grosse (* 1968 in Esslingen am Neckar) ist ein deutscher Journalist, Medienexperte und Berater für Spieler, Trainer, TV-Moderatoren und Kommentatoren.

## Leben
Dirk Grosse wuchs in Esslingen auf. Nach dem Abitur begann er 1988 ein BWL-Studium an der Friedrich-Alexander-Universität Erlangen-Nürnberg. Während des Studiums war er freier Mitarbeiter für den Radiosender Radio Gong als Sportnachrichtensprecher und Beitragsmacher. Von 1992 bis 1994 arbeitete er als freier Mitarbeiter beim Kicker Sportmagazin, bevor er 1994 als Volontär zu Premiere Hamburg wechselte.
Grosse ging 1996 als Sportredakteur zum Deutschen Sport Fernsehen nach München und begann dort seine Laufbahn als Reporter, Beitragsmacher und Kommentator. Zwischen 1998 und 2000 moderierte er die Fußballformate Hattrick heute, INTEAM und LaOla gemeinsam mit Jan Henkel, Hansi Küpper, Carsten Fuß und Tino Polster.
2003 wechselte er als Mediendirektor zum TSV München von 1860 und war gemeinsam mit Markus Hörwick (damals Mediendirektor FC Bayern München) maßgeblich an der Planung des Medienbereichs der Allianz Arena beteiligt. Zudem war er im Organisationskomitee der Löwen-Eröffnungsfeier im Jahre 2005.
Im Jahr 2005 engagierte der damalige Sport1-Chefredakteur Axel Balkausky Grosse als neuen Redaktionsleiter für alle Talkformate, federführend aber für die Sendung Doppelpass, die er gemeinsam mit Jörg Wontorra, Udo Lattek, Ivo Hrstic und Oliver Schwesinger neu ausrichtete. Am 18. August 2009 startete unter seiner Führung auch das neue Format Heimspiel - Der Fan Talk aus der 11 Freunde Bar in Essen Rüttenscheid.
2011 ging Grosse zurück zu Sky Deutschland (früher Premiere) als Leiter Sportkommunikation. Neben der Öffentlichkeitsarbeit erarbeitete er dort mehrere PR-Maßnahmen zur Stärkung der Positionierung von Sky im Rahmen der Bundesliga-Ausschreibungen. Zudem war er für die richtige Positionierung der Sky Experten, Sky Moderatoren und Kommentatoren zuständig. 2015 wurde Grosse neuer Senderchef von Sky Sport News HD, wo er u. a. die Aufgabe hatte, den Nachrichtensender vom Pay TV ins Free-TV zu überführen. Grosse engagierte in seiner Zeit u. a. Christian Düren, Jana Azizi, Laura Papendick und Katja Wunderlich als Sportnachrichten-Sprecher für diesen Sender.
Im Mai 2018 beendete Grosse seine Tätigkeit für Sky Deutschland und wechselte in die Fußball-Beraterbranche. Seit Juni 2018 ist er für die in Bietigheim-Bissingen ansässige VIDA 11 Consulting tätig.  Seit April 2023 besitzt er die FIFA Football Agent Licence. Zudem agiert er als unabhängiger Strategic Consultant in der Medienwelt. Hier unterstützte Dirk Grosse unter anderem den Moderator Alexander Schlüter bereits während dessen Engagements bei Amazon Prime und war maßgeblich an der Anbahnung und Verhandlungsführung mit der ARD beteiligt, wobei er als Mittler agierte.

## Privates
Dirk Grosse lebt in München und ist mit Filiz Grosse verheiratet. Sie haben eine gemeinsame Tochter.